# Heteroseptata bacillospora
Heteroseptata bacillospora är en svampart som beskrevs av E.F. Morris 1972. Heteroseptata bacillospora ingår i släktet Heteroseptata, divisionen sporsäcksvampar och riket svampar.   Inga underarter finns listade i Catalogue of Life.